# Bill Tapia
Uncle Bill “Tappy” Tapia (1. ledna, 1908, Honolulu, Havaj, USA – 2. prosince 2011) byl americký hudebník. Svou dlouhou kariéru začal ve věku deseti let v roce 1918. Mezi hudebníky, se kterými spolupracoval, patří Bing Crosby a Louis Armstrong.